# Jean Trévoux

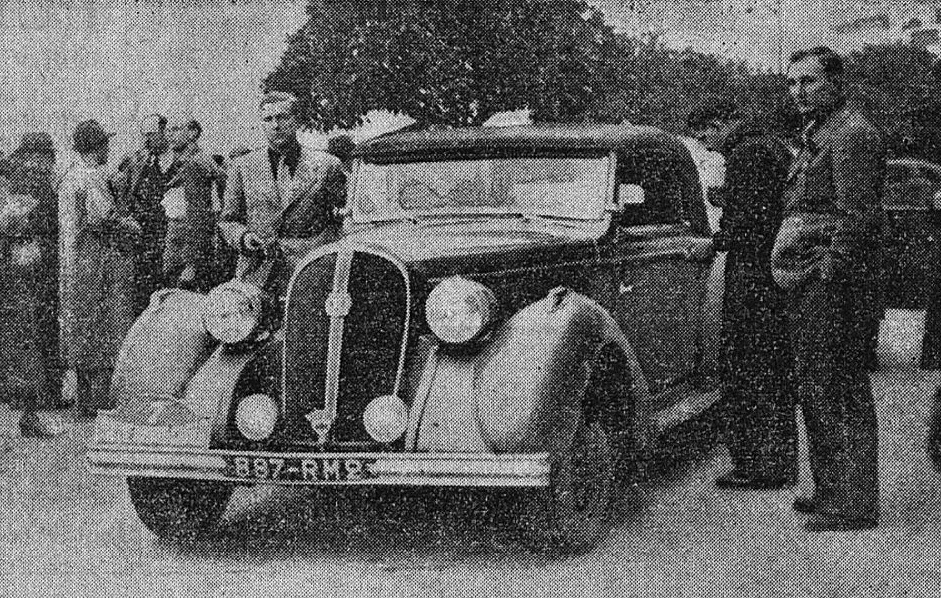
Jean Trévoux (links) und Marcel Lesurque neben ihrem Hotchkiss 686 GS Riviera bei der Rallye Monte Carlo 1939

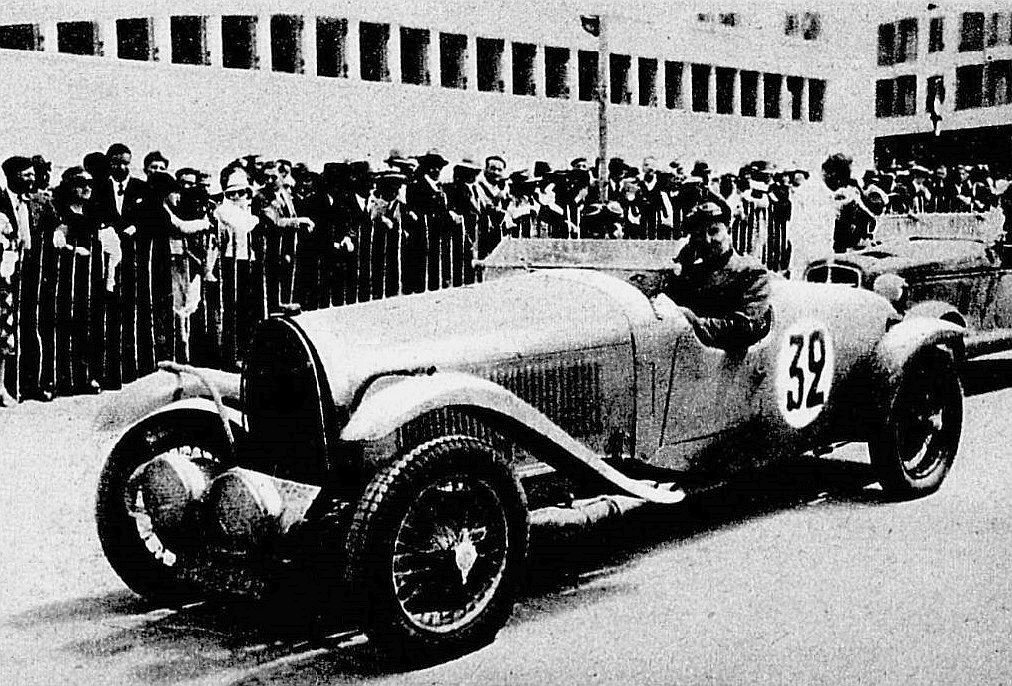
Jean Trévoux in einem Bugatti Type 44 bei der Rallye des Automobile Club du Maroc 1935

Jean Claudius Marie Trévoux (* 27. Februar 1905 in Le Petit-Quevilly; † 29. April 1981 in Mexiko-Stadt) war ein französischer Autorennfahrer und viermaliger Gesamtsieger der Rallye Monte Carlo. 

## Karriere als Rennfahrer
Jean Trévoux begann seine Karriere 1931 und gab im Jahr darauf sein Debüt beim 24-Stunden-Rennen von Le Mans. Seine erste Teilnahme beim legendären Langstreckenrennen in Westfrankreich war kurz. Bereits in der ersten Runde überschlug sich sein Bentley Blower C in der Maison-Blanche-Kurve (White-House-Corner) und blieb schwer beschädigt mit den Rädern nach oben in der Auslaufzone liegen. Trévoux blieb unverletzt. Der Wagen wurde vollständig repariert und kam ein Jahr später erneut in Le Mans zum Einsatz. Diesmal hatte Teamkollege Louis Gas nach 25 Runden mit dem Wagen einen Unfall. Achtmal war Trévoux in Le Mans am Start, das letzte Mal 1949, als das Rennen erstmals nach dem Ende des Zweiten Weltkriegs wieder stattfand. Das beste Ergebnis beim 24-Stunden-Rennen von Le Mans erreichte er 1935 mit dem siebten Gesamtrang. Das Duo JeanTrévoux/René Carrière im Riley Nine MPH Six Racing hatte 18 Runden Rückstand auf die Sieger Johnny Hindmarsh und Luis Fontés, die einen Lagonda fuhren. 
Jean Trévoux gewann viermal die Rallye Monte Carlo, erstmals 1934, als er Co-Pilot von Louis Gas war und einen Hotchkiss AM 80S steuerte. Sein bevorzugter Teamkollege war Marcel Lesurque, mit dem er 1935 und 1937 die Rallye Marokko gewann, sowie 1939 und 1949 die Rallye des Automobile Club de Monaco. 1939 gab es zwei Siegerteams in Monte-Carlo. Neben Trévoux und Lesurque in ihrem Hotchkiss 686 GS Riviera gewannen Joseph Paul und Marcel Contet in einem Delahaye 135M. Seinen vierten Gesamtsieg fuhr er 1951 ein. Gemeinsam mit seinem Landsmann Roger Crovetto siegte er auf einem Delahaye 175S.
Jean Trévoux gelang es 1941, trotz der Besetzung Frankreichs durch Truppen der Wehrmacht des NS-Staats zwei Talbot-Grand-Prix-Wagen per Schiff in die Vereinigten Staaten zu bringen. Die Fahrzeuge meldete er für René Le Bègue und sich beim 500-Meilen-Rennen von Indianapolis dieses Jahres. Beide Fahrer verfehlten die Rennqualifikation. Nach dem Ende des Zweiten Weltkriegs startete er fünfmal bei der Carrera Panamericana, wo er 1950 den 12. und 1951 den 5. Gesamtrang erreichte.

## Unternehmer in Mexiko
In den frühen 1950er-Jahren ließ er sich in Mexiko nieder, heiratete und eröffnete in der Hauptstadt das Restaurant Bar La Cucaracha, das er später an Don Pedro Rodríguez de la Vega, den Vater von Ricardo- und Pedro Rodríguez, verkaufte. Als Partner von Enrique Martín Moreno, einem der Carrera-Panamericana-Initiatoren, importierte er über ihr Unternehmen Autos Francia Peugeot-Fahrzeuge nach Mexiko.

## Statistik

### Le-Mans-Ergebnisse
| Jahr | Team                     | Fahrzeug                  | Teamkollege     | Platzierung | Ausfallgrund      |
| ---- | ------------------------ | ------------------------- | --------------- | ----------- | ----------------- |
| 1932 | Jean Trévoux             | Bentley Blower C          | Emile Mary      | Ausfall     | Unfall            |
| 1933 | Louis Gas & Jean Trévoux | Bentley Blower C          | Louis Gas       | Ausfall     | Unfall            |
| 1934 | Jean Trévoux             | Riley Nine Ulster Imp     | René Carrière   | Rang 12     |                   |
| 1935 | Jean Trévoux             | Riley Nine MPH Six Racing | René Carrière   | Rang 7      |                   |
| 1937 | Ecurie Eudel             | Riley Sprite TT           | Guy Lapchin     | Ausfall     | defekter Zylinder |
| 1938 | Jean Trévoux             | Talbot-Lago T150C         | Pierre Levegh   | Ausfall     | Motorschaden      |
| 1939 | Ecurie Francia           | Delahaye 135CS            | Joseph Paul     | Ausfall     | Defekt            |
| 1949 | Amédée Gordini           | Simca-Gordini TMM         | Marcel Lesurque | Ausfall     | Kupplungsschaden  |

### Einzelergebnisse in der Sportwagen-Weltmeisterschaft
| Saison | Team         | Rennwagen             | 1   | 2   | 3   | 4   | 5   | 6   | 7   |
| ------ | ------------ | --------------------- | --- | --- | --- | --- | --- | --- | --- |
| 1953   | O’Farrill    | Packard Motto Spezial | SEB | MIM | LEM | SPA | NÜR | RTT | CAP |
| 1953   | O’Farrill    | Packard Motto Spezial |     |     |     | DNF |     |     |     |
| 1954   | Jean Trévoux | Packard Motto Spezial | BUA | SEB | MIM | LEM | RTT | CAP |     |
| 1954   | Jean Trévoux | Packard Motto Spezial |     |     | 13  |     |     |     |     |